# Lynnwood-Pricedale
Lynnwood-Pricedale is een plaats (census-designated place) in de Amerikaanse staat Pennsylvania, en valt bestuurlijk gezien onder Fayette County en Westmoreland County.

## Demografie
Bij de volkstelling in 2000 werd het aantal inwoners vastgesteld op 2168.

## Geografie
Volgens het United States Census Bureau beslaat de plaats een oppervlakte van
3,3 km², geheel bestaande uit land.

## Plaatsen in de nabije omgeving
De onderstaande figuur toont nabijgelegen plaatsen in een straal van 4 km rond Lynnwood-Pricedale.